# Yango (entreprise)

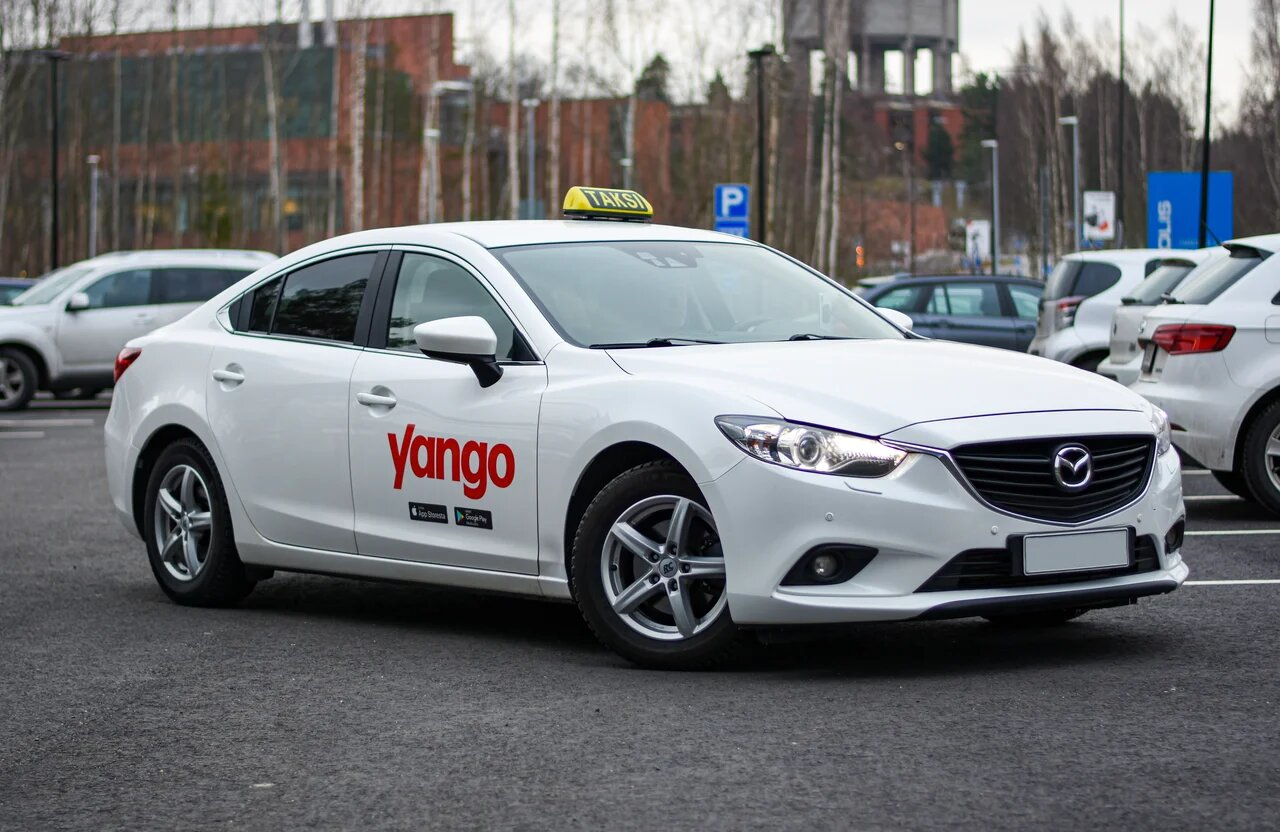
Un véhicule Yango en Finlande.

Yango est un service de transport de passagers et de livraison qui opère en Europe, en Afrique, au Moyen-Orient et en Amérique du Sud et qui est disponible via une application mobile.
Yango est exploité par une société enregistrée aux Émirats arabes unis, RideTechnology Global FZ-LLC, dont le siège social se trouve à Dubaï .
Yango ne dispose pas de ses propres voitures ni de ses propres chauffeurs, mais s'associe à des entreprises de transport et à des chauffeurs locaux. Dans les pays où la société opère, ses partenaires ont ouvert des centres dédiés aux chauffeurs,.

## Histoire
Yango a initialement débuté comme une marque développée par l'équipe de Yandex Taxi et exploitée par Ridetech International B.V., une filiale de Yandex N.V., une société holding enregistrée aux Pays-Bas pour le compte du conglomérat informatique russe Yandex LLC. Depuis 2022, la marque Yango est exploitée de façon indépendante par une société enregistrée aux Émirats arabes unis, RideTechnology Global FZ-LLC, dont le siège social se trouve à Dubaï.
Le 4 octobre 2018, l'application bêta de Yango est lancée à Abidjan (Côte d'Ivoire) en langue française. Le 9 novembre 2018, elle est également lancée en Finlande.
Le 10 décembre 2018, deux mois après son lancement en Côte d'Ivoire, Yango est officiellement lancée en Israël. L'application est installée par 100 000 utilisateurs au cours des deux premières semaines de son lancement. L'entreprise introduit un nouveau modèle commercial controversé dans le secteur des taxis locaux en offrant aux passagers un prix exact pour la course, connu à l'avance. Cette fonctionnalité de prix fixe a attiré l'attention du ministère israélien des Transports car elle pourrait violer la loi israélienne, qui stipule que les chauffeurs de taxi ne peuvent facturer que le prix indiqué par le compteur. En mars 2024, Yango annonce avoir cédé son activité de commandes de courses en Israël à un acteur local.
En mars 2020, Yango annonce qu'elle offrirait la possibilité de travailler directement avec la société aux chauffeurs de taxi indépendants titulaires d'une licence, alors qu'elle ne travaillait auparavant qu'avec des chauffeurs par l'intermédiaire de sociétés de taxis.
En novembre 2021, les chauffeurs de taxi de rue de Côte d'Ivoire organisent des grèves contre Yango, accusant la société de travailler avec des chauffeurs de VTC, ce qui n'est pas couvert par la législation en vigueur dans le pays. Cela conduit à la création d'un groupe de travail sur l'amélioration de la loi sur les transports par le ministère des transports. Plus tard, le concept de VTC est introduit dans la législation, offrant à Yango et à d'autres services de covoiturage sur le marché la possibilité d'obtenir des licences temporaires.
En juin 2024, Yango arrive sur le marché togolais, soit son 13e pays d'implantation en Afrique.
En décembre 2024, Les autorités béninoises suspendent Yango, l’accussant d’opérer sans autorisation, et demande à Gozem de régulariser la situation de Yango « dans un délai de deux mois ».

## Controverses
Yango demande la permission d'accéder à certaines fonctions du téléphone afin d'adapter l'expérience de l'utilisateur. En novembre 2018, le plus grand journal national finlandais, Helsingin Sanomat, recommande de ne pas télécharger l'application en raison des risques de sécurité liés à la collecte de données. À la suite d'une enquête, l'Autorité finlandaise de régulation des communications constate en effet que les conditions de service de Yango sont essentiellement les mêmes que celles d'Uber.
Peu après, le Helsingin Sanomat publie un article de suivi comparant les droits d'autorisation demandés par diverses applications de taxi ; il place Yango en deuxième position, derrière Uber.

## Pays couverts
En 2025, Yango opère dans les pays suivants :
- Algérie
- Angola
- Azerbaïdjan
- Bolivie
- Cameroun
- Côte d'Ivoire
- Émirats arabes unis
- Finlande
- Ghana
- Maroc
- Moldavie
- Mozambique
- Namibie
- Norvège
- Pakistan
- Pérou
- République démocratique du Congo
- Sénégal
- Serbie
- Togo
- Zambie